# The Burning Bridge
The Burning Bridge , publicado no Brasil sob o título Ponte em Chamas, é o segundo livro da série Rangers: Ordem dos Arqueiros do escritor australiano John Flanagan. É precedido por The Ruins of Gorlan e sucedido por The Icebound Land.
Foi lançado na Austrália em 5 de maio de 2005, cerca de 6 meses após o lançamento do primeiro livro. No Brasil, seu lançamento ocorreu em 2009.

## Concepção
The Burning Bridge é o segundo livro da série Rangers: Ordem dos Arqueiros, que, originalmente, era apenas uma série de contos que o autor John Flanagan escreveu para seu filho.
O livro introduz uma nova personagem, Evanlyn, além dos personagens já conhecidos como Will, Horace, Halt e Morgarath.

## Recepção e crítica
Nos Estados Unidos, The Burning Bridge vendeu cerca de 5 milhões de cópias. A própria editora do país, Penguin Books, recomenda o livro para os fãs de O Senhor dos Anéis, Eragon e As Crônicas de Gelo e Fogo.
No site Skoob, as avaliações dos usuários resultaram em uma nota maior do que o primeiro livro obteve. Em sua crítica publicada no site Kidsreads,  Sarah A. Wood comentou que o que torna a série única é a atenção do autor para técnicas de estratégia e combate: "As cenas que envolvem combates são tão específicas que poderiam ser encenadas pelos leitores. Mesmo as seqüências de treinamento são fáceis de seguir e interessantes de ler, e ao contrário da maioria das aventuras de fantasia, os aprendizes têm muita prática antes de serem jogados para uma batalha". Beth L. Meister, do site Accesss My Library, ressaltou que "Flanagan cria uma imagem bem-realizada de vida na trilha e suas dificuldades, mas suas batalhas e sua resolução parece quase que fáceis demais. Fãs do primeiro volume vão desfrutar desta aventura, mas novos leitores para a série podem não partilhar esse entusiasmo".